# Rio Fundata
O Rio Fundata é um rio da Romênia, afluente do Valea Cetăţii, localizado no distrito de Braşov.